# Stefan Pelny
Stefan Eckhardt Pelny (* 24. März 1938 in Stettin) ist ein deutscher Jurist und ehemaliger Staatssekretär im Justizministerium von Schleswig-Holstein.

## Biografie
Stefan Pelny absolvierte nach dem Schulbesuch in Düsseldorf ein Studium der Rechtswissenschaften in München und Freiburg im Breisgau in den Jahren 1958 bis 1962 mit zweitem Staatsexamen als Abschluss. Zum Dr. iur. promoviert wurde er mit einer Arbeit über die legislative Finanzkontrolle in der Bundesrepublik Deutschland und in den Vereinigten Staaten von Amerika.
Anschließend war Pelny bis zum Ende der sozialliberalen Koalition 1983 in verschiedenen Funktionen im Bundeskanzleramt tätig. Er wechselte dann zum 16. Mai 1983 als Vizepräsident zum Bundesamt für Verfassungsschutz. Am 1. April 1987 wurde er im Anschluss an eine Aussage in einem Untersuchungsausschuss in den einstweiligen Ruhestand versetzt. Daraufhin war er zunächst als Anwalt tätig, kehrte 1988 in den Staatsdienst zurück und amtierte zunächst bis 1993 als Chef der Staatskanzlei Schleswig-Holstein, danach bis 1996 als Staatssekretär im dortigen Justizministerium.
Pelny gehört der SPD seit 1965 an.